# Відродження Мотри
«Відродження Мотри» або просто «Мотра» (яп. モスラ, мосура) — японський фантастичний кайдзю-фільм 1996 року студії Toho. Режисером фільму був Окіхіро Йонеда, продюсером — Хіроакі Кітаяма, а сценаристом — Масумі Суетані. Фільм є першим у трилогії «Відродження Мотри». Це був останній кайдзю-фільм, створений під керівництвом Томоюкі Танаки, який створив всі фільми про Ґодзіллу на той момент та оригінальний фільм про Мотру. Він помер від інсульту через кілька місяців після виходу фільму.
У театрах Японії фільм вийшов 14 грудня 1996 року. Наступного року вийшов сиквел — «Відродження Мотри II».

## Сюжет
Мільйони років тому Мотра запечатала під землею гігантського інопланетного дракона Десгідору, який хотів знищити Землю. Також Мотра є охоронцем раси крихітних людей Еліас.
З часом залишилося лише три Еліас: Молл, Лора і Вельвера. В той час, як Молл і Лора залишилися на боці добра, Вельвера стала злою і прагне захопити світ, адже вважає, що людство може знищити їхній рід. Також в цей час Мотра відкладає яйце, щоб зберегти свій рід, а працівники лісозаготівельної фабрики виймають печатку, яка стримувала Десгідору. Юічі Гото, один із працівників, дарує її своїй дочці Вакабе, яку бере під контроль Вельвера і змушує мучити брата Ватабе Таікі.
Однак з'являються Молл і Лора верхи на маленькій Мотрі, названій Фейрі. Вони боряться з Вельверою, але тій вдається звільнити Десгідору. Молл і Лора викликають Мотру, і починається битва. В ході битви Мотра знесилюється. Відчувши це, з яйця вилуплюється її син Мотра Лео, і вирушає на допомогу Мотрі. Мотра Лео прибуває і допомагає матері, однак вона відносить його в безпечне місце, а сама вмирає.
Побачивши це, Мотра Лео загортається в кокон. Тим часом Молл і Лора заспокоюють Таікі та Вакабе і кажуть, що Мотра відродиться, щоб врятувати людство. Нарешті Мотра Лео перетворюється на свою дорослу форму і починає битву з Десгідорою. В ході битви Мотрі Лео вдається запечатати Десгідору. Молл і Лора прощаються з дітьми, і разом з Мотрою Лео повертаються на острів Інфант, а Вельвера втікає в дірку в дереві.

## Кайдзю
- Мотра
- Мотра Лео
- Десгідора
- Фейрі

## В ролях
- Саяка Ямагучі — Лора
- Мегумі Кобаясі — Молл
- Акі Хано — Вельвера
- Казукі Футамі — Таікі Гото
- Мая Фудзісава — Вакаба Гото
- Кендзіро Насімото — Юічі Гото
- Хітомі Такахасі — Макіко Гото
- Мізуко Йосіда — Десгідора

## Випуск
В театрах Японії фільм вийшов 14 грудня 1996 року, де його розповсюдила кінокомпанія Toho. Наступного року вийшов сиквел під назвою «Відродження Мотри II».
До січня 1997 року доходи від фільму склали €1,15 млрд. На кінець 1997 року загальний прибуток від фільму в Японії склав £1,96 млрд.
У США фільм вийшов безпосередньо на домашнє відео з англійським дубляжем від Columbia TriStar Home Video. На DVD фільм вийшов 1 лютого 2000 року разом із фільмом «Відродженням Мотри II». Обидва фільми були доступні лише англійською мовою. Пізніше трилогія «Відродження Мотри» була випущена на Blu-ray компанією Sony Pictures Home Entertainment 9 вересня 2014 року як з японською, так і з англійською голосовими доріжками. У листопаді 2017 року Toho випустили трилогію «Відродження Мотри» на Blu-ray в Японії.

## Цікаві факти
- В будинку сім'ї Гото можна помітити фотографію Ісіро Хонди.